# Scopula limnica
Scopula limnica är en fjärilsart som beskrevs av Koutsaftikis 1973. Scopula limnica ingår i släktet Scopula och familjen mätare. Inga underarter finns listade.